# Valor Fight 3 - Invicta
Valor Fight 3 - Invicta foi um evento de MMA promovido pelo Valor Fight em parceria com o Invicta Fighting Championships realizado no dia 08 de Dezembro de 2012.

## Card Oficial
- Luta Principal da Noite - Connor Murphy derrotou David Codrington (RD3/UD)
- Luta 9 - Callan Potter derrotou Alex Oliver (RD1/SUB)
- Luta 8 - Rob Wilkinson derrotou Ady Sutton (RD1/SUB)
- Luta 7 - Damon Upton-Greer derrotou Kyle Facey (R2/SUB)
- Luta 6 - Shaun Etchell derrotou Damian Sirisomphone (R1/KO)
- Luta 5 - Faruk Medjedovic derrotou Mahmood Ford (R1/SUB)
- Luta 4 - Shane Phillips derrotou Joe Tullo  (R2/DQ)
- Luta 3 - Richard Graham derrotou Colin Finger (R1/SUB)
- Luta 2 - Jake Rainbow derrotou Danny Monk (R3/UD)
- Luta 1 - Jay Reed derrotou Cayden Smith (R1/KO)